# Ashland (Luizjana)
Ashland – wieś w Stanach Zjednoczonych, w stanie Luizjana, w parafii Natchitoches.